# Ivar Vidfamne
Ivar Vidfamne (nórdico antiguo: Ívarr inn víðfaðmi; alemán: Ivar der Weitgreifende) apodado Ivar el del largo brazo, fue un rey semilegendario de Suecia (655- 695), de Noruega, Dinamarca, Sajonia y partes de Inglaterra, según la Saga Hervarar y la Heimskringla. Comenzó siendo rey de Escania y conquistó Suecia al derrotar a Ingjald Illråde. De acuerdo a las leyendas, conquistó posteriormente Escandinavia y partes de Inglaterra. Por su dureza, muchos suecos emigraron al oeste, poblando Värmland gobernado por el rey Olof Trätälja. Su última campaña fue en Rusia, donde murió a manos del dios Odín según las historias (aunque otras versiones cuentan que se ahogó en el Golfo de Finlandia).
Su hogar era Escania, pero según la Heimskringla y el Sögubrot af nokkrum fornkonungum, se había refugiado ahí tras el asesinato de su padre Halfdan por su tío Gudröd. De acuerdo con Snorri Sturluson, Historia Norvegiæ, Saga Hervarar y Af Upplendinga konungum, tras el suicidio del rey sueco Ingjald regresó a tomar Dinamarca.
Según el Hversu Noregr byggdist, era hijo de Halfdan el Valiente (que aparece en el Heimskringla y en la Saga de Hervör (Hervarar saga) como hijo de Harald el Viejo, hijo de Valdar, hijo de Roar (Hroðgar) de la Casa de Skjöldung (Scylding). Según el Hversu, el Hyndluljóð y Sögubrot af nokkrum fornkonungum, Ivar tuvo una hija de nombre Aud.
Sögubrot cuenta que, siendo rey de Suecia, dio a su hija Auðr en matrimonio a Hrœrekr slöngvanbaugi del reino de Lejre (hoy Selandia); a pesar de los deseos de ésta de casarse con el hermano de aquel, Helgi. Hrœrekr y Auðr tuvieron un hijo, Harald Hilditonn. Ivar provocó el asesinato de Helgi por su hermano, al que luego le atacó y mató, si bien fue rechazado por su propia hija, que lideró los ejércitos de Selandia y le expulsó del país. Tras esta guerra, Aud fue a Gardariki y se casó con el rey Radbart, lo que permitió a Ivar conquistar Selandia. Tras saber que su hija se había casado sin su permiso, dirigió una expedición a Gardariki. Sin embargo, era ya mayor y murió en la frontera entre ambos reinos, en la región de Carelia, sucediéndole su nieto Harald. Por el contrario, en el Hyndluljóð, Ivar, Aud, Rörek y Harald no tienen relación con Radbart.
Según la Saga de Hervör (Hervarar saga), su hija se llamaba Alfhild y era esposa de Valdar, a quien Ivar hizo rey de Dinamarca.

## Ivar el del largo brazo
El apodo procede de su afán conquistador, la saga Ynlinga cita: 

Ivar Vidfamne reinó sobre gran parte del país de los sajones, sobre todo el territorio situado al Este y sobre una quinta parte de Inglaterra.

Y la saga Hervarar es mucho más explícita cuando cita la extensión de su reino:

Ivar ganó Curlandia, Sajonia, Estonia y todos los países al Este hasta Gardariki. Imperó también la Sajonia Occidental y conquistó la región de Inglaterra que llaman Northumberland…